# توانایی منفی
توانایی منفی (انگلیسی: Negative capability) اصطلاح توانایی منفی، نخستین بار توسط جان کیتس؛ شاعر بریتانیایی قرن نوزدهم میلادی، مورد استفاده قرار گرفت. او این اصطلاح را در مورد نویسندگان بزرگی (نظیر شکسپیر) به کار برد که بینشی از زیبایی هنری را دنبال می‌کردند، حتی اگر این بینش منجر به سردرگمی فکری و از دست رفتن اطمینان برای آن‌ها می‌شد. این بینش نقطه مقابل ارجحیت دادن اطمینان فلسفی به زیبایی هنری بود. این اصطلاح از آن زمان توسط شاعران و فیلسوفان استفاده می‌شود تا توانایی یک فرد را در درک، تفکر و عمل کردن، فراتر از هرگونه پیش داوری‌ِ ناشی از گنجایش محدود انسانی توضیح دهد.
قابلیت منفی، از مفاهیم اجتماعی و فلسفی است، که توانایی افراد در درک شرایط، بررسی وضعیت و فعالیت در محیطی فراتر از پیش‌فرض‌های تعیین‌شده ظرفیت انسانی را توصیف می‌کند. این اصطلاح همچنین مفهوم رد محدودیت‌ها در هر زمینه، توانایی انسان در تجربه کردن پدیده‌ها بدون در نظر گرفتن محدودیت‌های دانش، همچنین بیان خواسته و فردیت انسان‌ها در انجام فعالیت‌های شخصی را نیز در بر می‌گیرد.